# 铁力站
铁力站位于中华人民共和国黑龙江省伊春市铁力市新华路与向阳路附近，原名铁山包站，1941年11月随绥佳铁路建成而投入使用，现由中国铁路哈尔滨局集团绥化车务段管辖，为三等站，车站规模为3台9线，经过铁路有绥佳铁路和建设中的哈伊高速铁路。客运办理旅客乘降、行李及包裹托运；货运办理整车及零担货物发到。截至2021年底，日均办理图定旅客列车11.5对，货运发送量2.4万吨。

## 历史
1941年11月，车站随绥佳铁路建成而投入使用。
2018年-2019年，车站投入90余万元对候车室、站台、货场等客货运设施进行改造。
为配合哈伊高铁建设，工程需要对铁力站进行升级改造，包括站房改建和站场改造两部分内容，同时新建过渡站房以满足旅客出行需求，改造工程于2022年4月6日开工。同年6月30日，过渡站房正式投入使用。
2023年6月28日，新建站房主体结构成功封顶。
2024年8月20日，铁力站新站房外立面装修全部完成。9月27日，站房工程全部完成，并于12月23日投入使用。

## 车站结构

### 站房
铁力站新站房由中铁建设集团承建，为线侧平式站房，以“山水交融、林海门户”为设计理念，深度选取小兴安岭各类自然元素，丰富的立面格栅造型塑造疏密有致的松林随阳光光影变幻，使乘客仿佛置身于小兴安岭的松林之中；外立面6根树冠式立柱沿外檐均匀分布，配以木纹色使建筑形态如“山下松林”，还原铁力市“小兴安岭南大门”之美誉；屋顶以雪白色为主色调，采用中间高两边低的形态设计，彰显冬日里小兴安岭群山环绕的景象，寓意着呼兰河对铁力的滋养。
新站房建筑面积约5000平方米，面积是原来的2倍，可容纳1000名旅客同时候车，采用“三段式”平面布置形式，中部为进站口和候车厅，右侧为售票区，左侧为出站厅。本站也是中国在高寒地区首个大规模运用“装配式混凝土雨棚”施工工艺的高铁站房，联合哈尔滨工业大学凌贤长教授团队在全线站房建设过程中，开展国内首个防冻害矿物基类胶凝材料新技术课题研究，积累工程经验。

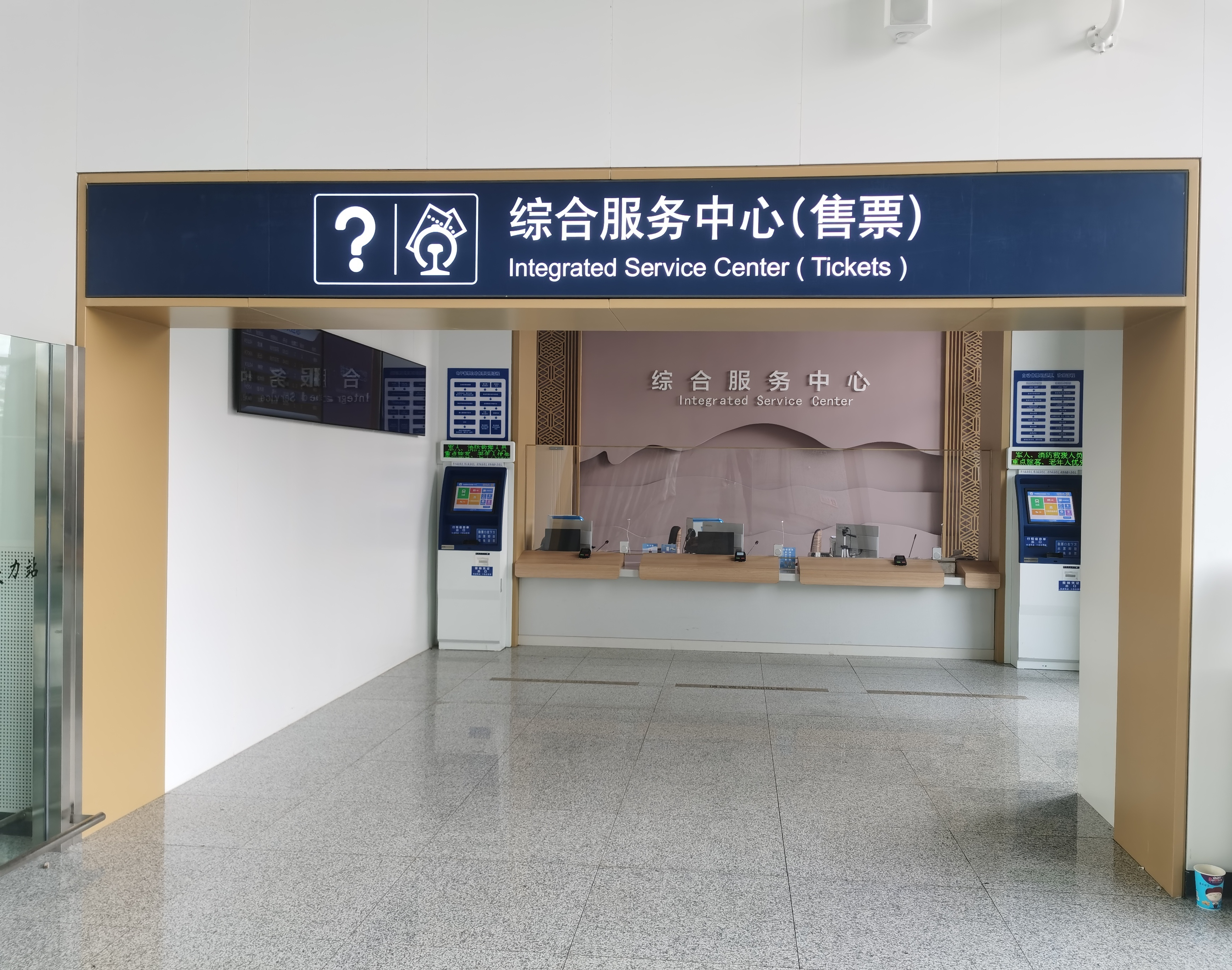
售票处
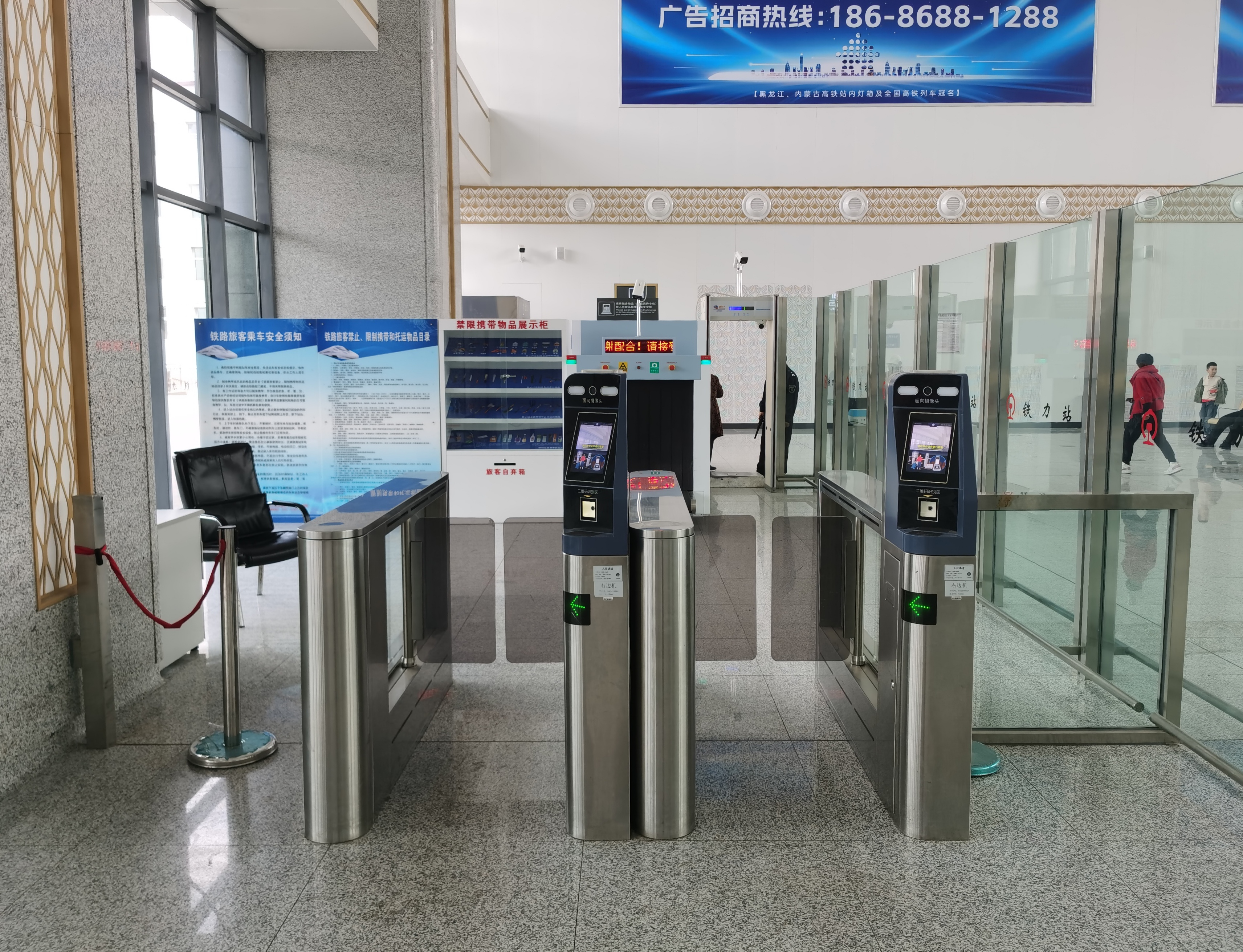
进站闸机
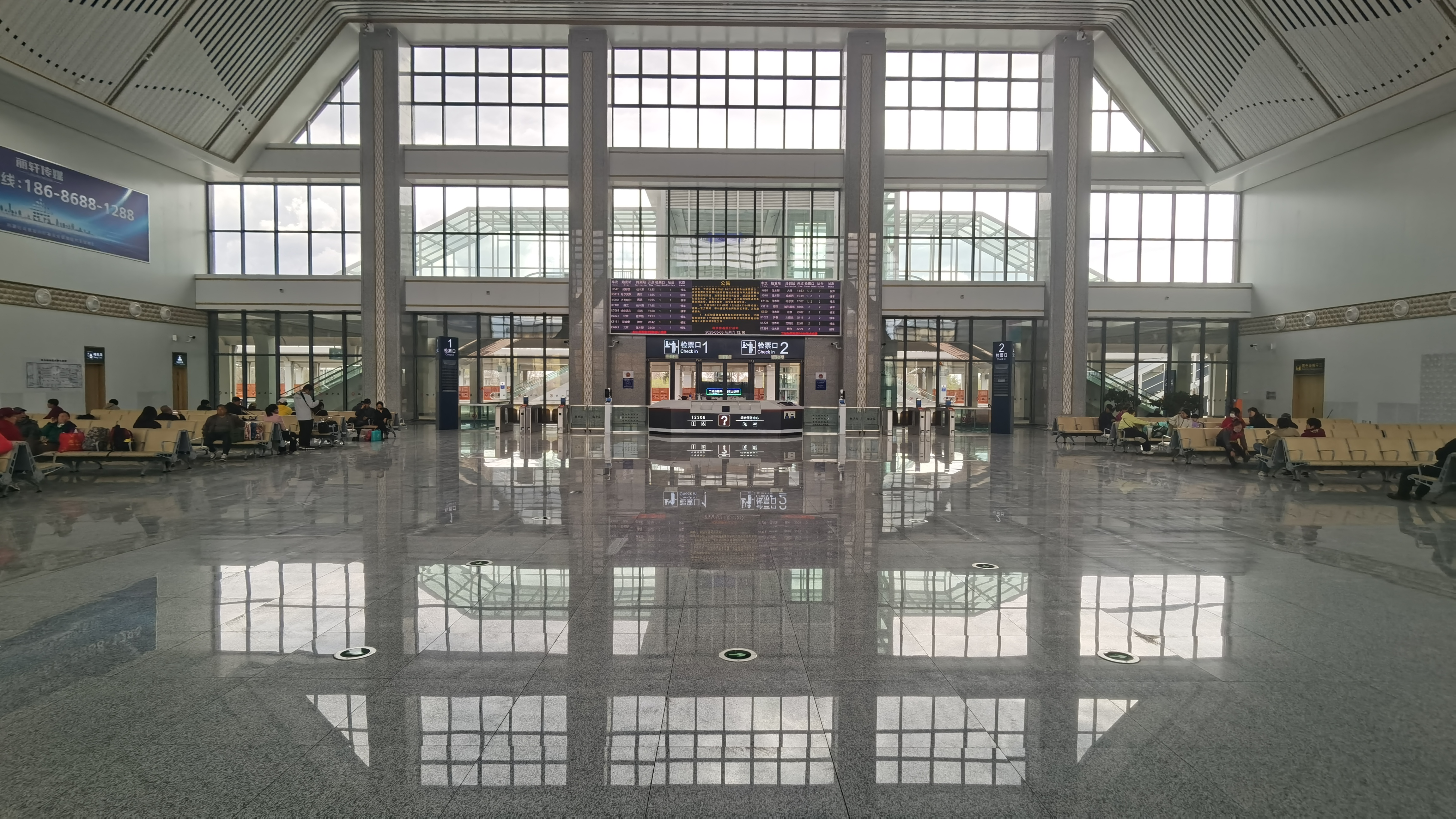
候车大厅
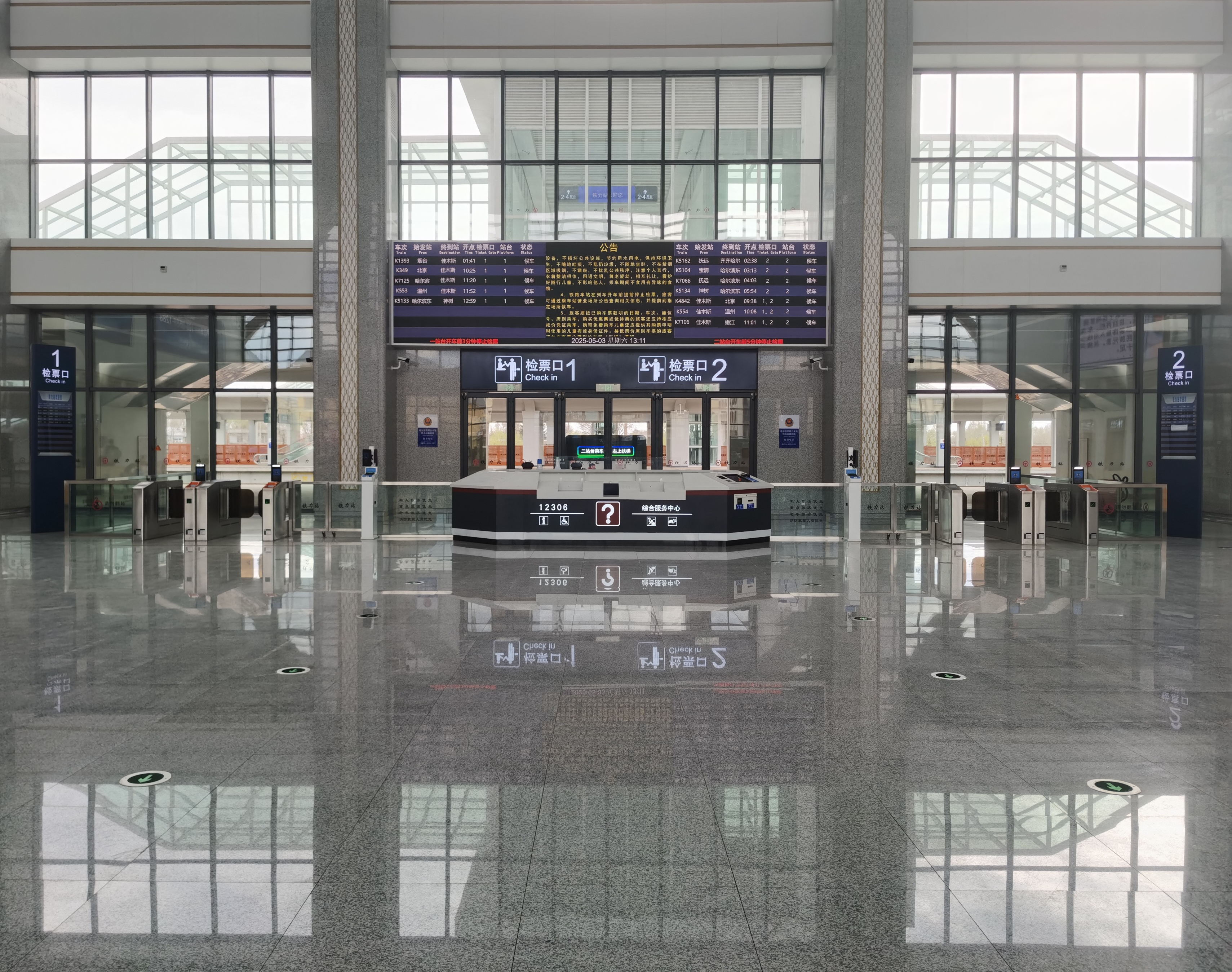
检票口
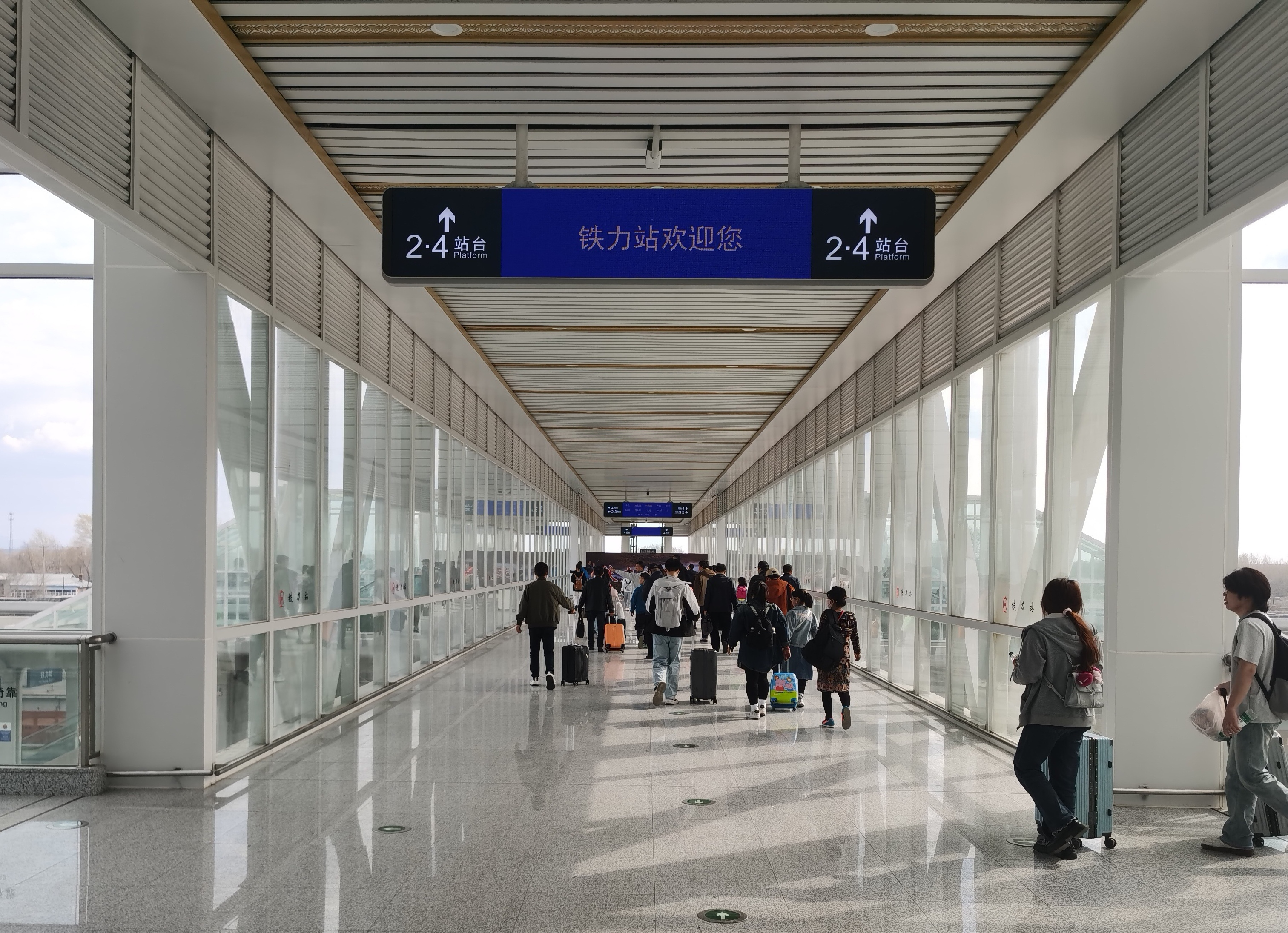
进出站天桥
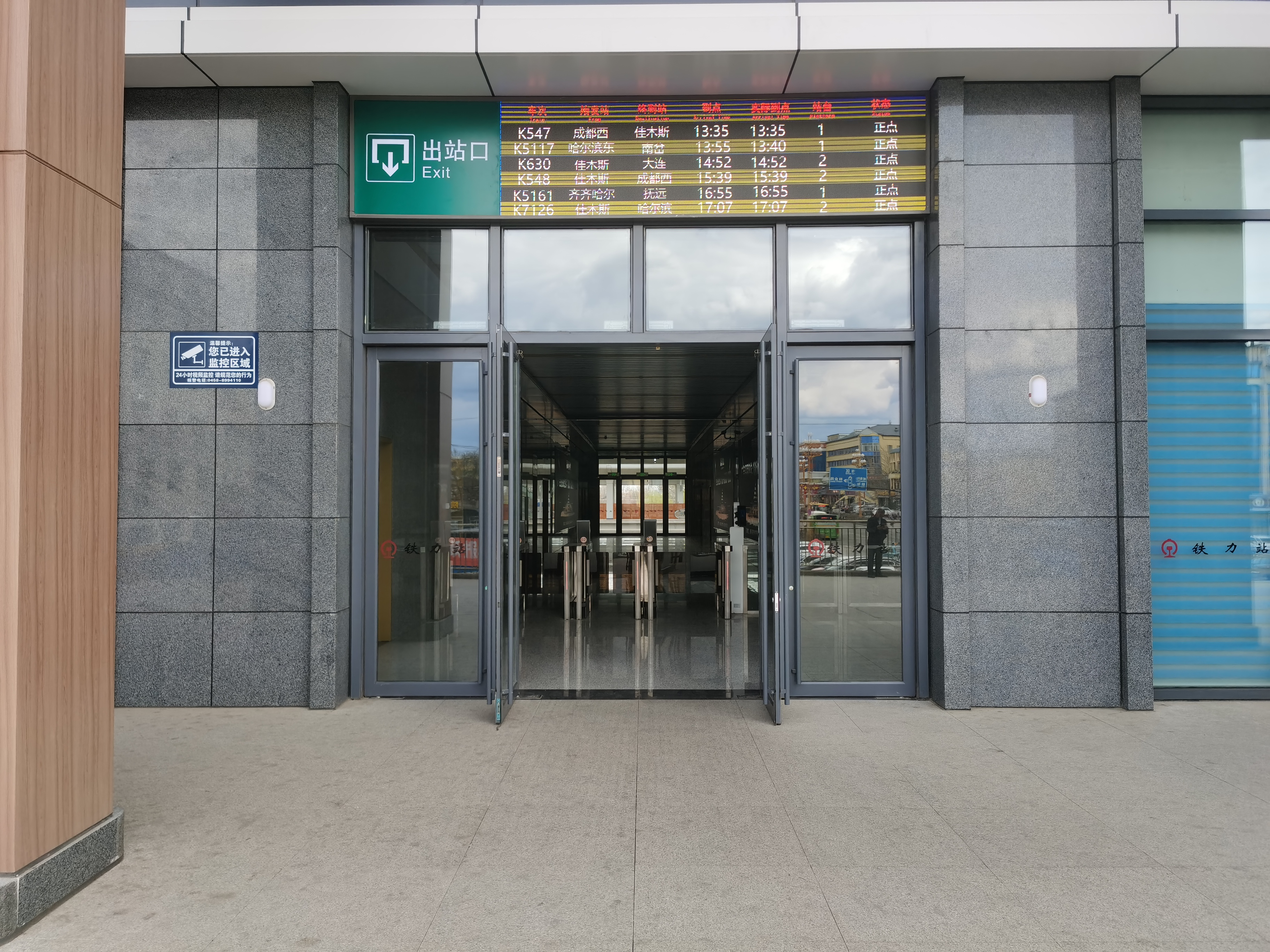
出站口

### 站场
铁力站站台规模为3台9线，分为普速场和高速场两部分，普速场规模为2台5线，高速场规模为2台4线，两场共用一座岛式站台；改建后的普速场已于2024年12月23日随新站房一并投入使用，高速场将于2026年10月随哈伊高铁开通而投入使用。此外车站货场还设有5条专用线。
| 南↑ |      |                                                                   |  |
|     | 侧式 |                                                                   |  |
| 4道 | 4    | 高速场 到发线                                                     |  |
| Ⅱ道 | 无   | （日月峡站）高速场 哈伊高速线 上行正线 往哈尔滨站方向（庆安南站） |  |
| Ⅰ道 | 无   | （日月峡站）高速场 哈伊高速线 下行正线 往伊春西站方向（庆安南站） |  |
| 3道 | 3    | 高速场 到发线                                                     |  |
|     | 岛式 |                                                                   |  |
| 6道 | 2    | 普速场 到发线                                                     |  |
| 4道 | 无   | 普速场 通过线                                                     |  |
| Ⅱ道 | 无   | （桃山站）普速场 绥佳线 上行正线 往绥化站方向（王杨站）           |  |
|     | 未知 |                                                                   |  |
| Ⅰ道 | 无   | （桃山站）普速场 绥佳线 下行正线 往佳木斯站方向（王杨站）         |  |
| 3道 | 1    | 普速场 到发线                                                     |  |
|     | 侧式 |                                                                   |  |
| 北↓ | 站房 |                                                                   |  |

## 旅客列车目的地
| 目的地地区 | 列车终到目的地                                                                                                   |
| ---------- | --- |
| 东北地区   | 哈尔滨站、哈尔滨东站、齐齐哈尔站、佳木斯站、神树站、南岔站、乌伊岭站、抚远站、嫩江站、大连站、大连北站、沈阳北站 |
| 华北地区   | 北京站 |
| 华东地区   | 烟台站、温州站                                                                                                   |
| 西南地区   | 成都西站 |